# Maire directement élu en Angleterre-et-Galles
 (août 2025).
Si vous disposez d'ouvrages ou d'articles de référence ou si vous connaissez des sites web de qualité traitant du thème abordé ici, merci de compléter l'article en donnant les références utiles à sa vérifiabilité et en les liant à la section « Notes et références ».

Les maires métropolitains en Angleterre et pays de Galles en 2021.

En Angleterre et pays de Galles, un maire directement élu (directly elected mayor en anglais), également désigné comme metro mayor dans l’usage courant (expression pouvant être traduite par « maire métropolitain »), est le dirigeant d’un exécutif local directement élu par les habitants d’une même zone d’autorité locale, souvent à vocation métropolitaine. On compte parmi les exemples de maires métropolitains le maire de Londres, celui du Grand-Manchester ou encore le maire métropolitain de la Région-de-la-Cité-de-Liverpool (en).
La fonction est introduite dans le droit britannique en 2000 au sens du Greater London Authority Act 1999, une loi organisant la région londonienne dans le cadre d’une « autorité du Grand-Londres » (Greater London Authority en anglais) devant être administrée par un chef désigné sous l’appellation de maire de Londres (mayor of London en anglais). 
Depuis l’application du Local Government Act 2000 (en), l’ensemble des conseils principaux en Angleterre et pays de Galles est tenu de réviser l’organisation de leur propre exécutif (en). Or, la plupart des autorités locales sont dotées du modèle du « chef et cabinet » (leader and cabinet en anglais), où le dirigeant est choisi parmi les conseillers, mais, certains conseils, où le modèle du « maire et cabinet » (mayor and cabinet en anglais) est adopté, admettent quant à eux un maire métropolitain remplaçant le chef du conseil habituel.
En mai 2022, il existe 26 maires métropolitains en Angleterre, mais le pays de Galles n’en compte aucun sur son territoire. La plupart des autorités locales ayant à leur tête un maire directement élu admet également un maire cérémoniel dont le rôle, qui continue d’exister, ne doit pas être confondu avec celui de metro mayor.